# Anisonyx elizabethae
Anisonyx elizabethae är en skalbaggsart som beskrevs av Louis Albert Péringuey 1902. Anisonyx elizabethae ingår i släktet Anisonyx och familjen Melolonthidae. Inga underarter finns listade i Catalogue of Life.